# Joseph Koerner

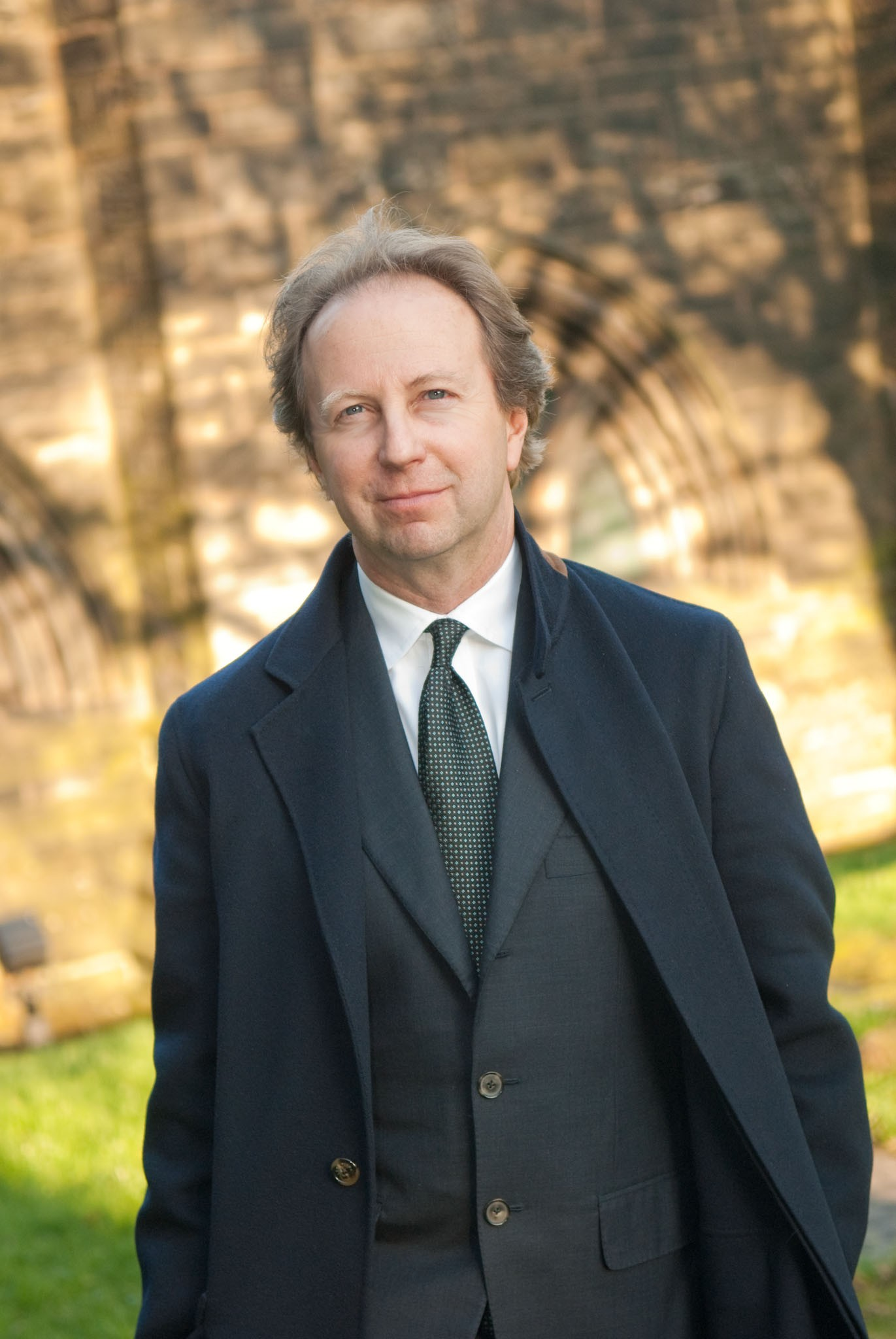
Joseph Koerner

Joseph Leo Koerner (* 17. Juni 1958 in Pittsburgh) ist ein US-amerikanischer Kunsthistoriker, Autor und Filmemacher. Derzeit ist er Victor-S.-Thomas-Professor für Kunst- und Architekturgeschichte, Professor für Germanistik, Leiter des Faches Kunst- und Architekturgeschichte, und seit 2008 Senior Fellow der Society of Fellows an der Harvard University.

## Werdegang
Koerner ist in Pennsylvania und Wien aufgewachsen. Er absolvierte 1976 die Taylor Allderdice High School. Er studierte Geschichte, Kunst und Literatur an der Yale University (B.A. 1980), Englische Literatur an der Cambridge University (M.A. 1982) sowie Philosophie und Germanistik an der Universität Heidelberg (1982–1983), bevor er das Graduiertenprogramm in Kunstgeschichte an der U.C. Berkeley (MA 1985, Philosophische Dissertation 1988) absolvierte. Nach drei Jahren als Junior Fellow an der Harvard’s Society of Fellows (1986–1989) trat er der Harvard-Fakultät bei, wo er Assistant Professor of Fine Art (1989–1991) und Professor (1991–1999) war. 1999–2001 war er Professor für Kunstgeschichte der Moderne an der Universität Frankfurt. Dann zog er nach London, wo er Slade Professor of Fine Art am University College London (2001–2004) und Professor am Courtauld Institute of Art (2004–2007) war. Derzeit ist er Victor-S.-Thomas-Professor für Kunst- und Architekturgeschichte und Affiliate of German Languages and Literature in Harvard. Seit 2008 ist er außerdem Senior Fellow der Harvard’s Society of Fellows.

## Forschungsschwerpunkte
Koerner lehrt Kunst- und Architekturgeschichte vom Spätmittelalter bis zur Gegenwart mit den Schwerpunkten nordische Renaissancekunst, niederländisches 17. Jahrhundert, europäische Romantik, deutsche und österreichische Moderne. Er unterrichtet zu europäischen Drucken und Zeichnungen, Selbstporträts, Denkmälern, Adam und Eva und Hexen. Einzelthemen sind der Mythos von Dädalus und Ikarus, die Landschaftsmalerei von Caspar David Friedrich, Wort-Bild-Beziehungen in Paul Klees Selbstporträts, in der Renaissance und im protestantischen Bildersturm sowie Studien zu Albrecht Dürer, Hieronymus Bosch, Rembrandt und Pieter Bruegel, Kunst in Belagerungszuständen, Max Beckmann und William Kentridge.

## Mitgliedschaften
- American Academy of Arts and Sciences (seit 1995)
- American Philosophical Society (seit 2008)
- Fellow der Society of Antiquaries of London (seit 2021)
- Isabella Stewart Gardner Museum
- Yale University Art Gallery
- Frick Art Reference Library
- Warburg Institute
- Ralston College
- American Academy in Berlin

## Stipendien und Gastprofessuren
- Guggenheim-Stipendium für seine Forschungen zur Reformationskunst (2006–2007)
- Gastprofessor an der Universität Konstanz (1991)
- Gastprofessor am Kunsthistorischen Institut in Florenz

## Schriften
- Die Suche nach dem Labyrinth—Der Mythos von Daidalos und Ikarus, 1983 ISBN 978-3-518-03499-6
- Caspar David Friedrich and the Subject of Landscape, 1990; 2008 ISBN 978-1-86189-439-7
- Paul Klee: Legends of the Sign (mit Rainer Crone), 1992 ISBN 978-0-231-07034-8
- The Moment of Self-Portraiture in German Renaissance Art, 1993 ISBN 978-0-226-44999-9
- Unheimliche Heimat—Henry Koerner 1915–1991, 1997 ISBN 978-1-86189-439-7
- Caspar David Friedrich. Landschaft und Subjekt. 1998 ISBN 978-3-77053-138-7
- The Reformation of the Image, 2004 ISBN 978-0-226-44837-4
- Die Reformation des Bildes, 2017, ISBN 978-3-406-71204-3
- Dürer’s Hands, 2006 ISBN 978-0-912114-35-4
- Bosch and Bruegel: From Enemy Painting to Everyday Life, 2016 ISBN 978-0-691-17228-6
- Lucian Freud: The Self-portraits (mit David Dawson), 2019 ISBN 978-1-912520-06-0
- Dürer's Mobility, 2022 ISBN 978-1-85709-691-0
- Art in a State of Siege, 2025 ISBN 978-0-691-26721-0

## Filmographie
- Northern Renaissance (2006) Writer/Presenter, BBC Four (2006).
- Vienna: City of Dreams (2007) Writer/Presenter, BBC Four (2007).
- The Burning Child (2019) Writer/Presenter/Producer/and Director (co-director Christian Bruun).[2]

## Ausstellungen
- Iconoclash im ZKM in Karlsruhe, 2002 mit Bruno Latour und Peter Weibel.
- Earth Tidings im ZKM Karlsruhe und in der Staatlichen Kunsthalle Karlsruhe, in Verbindung mit der Ausstellung Critical Zones von Bruno Latour und Peter Weibel (2020–2021).
- Making Things Public (2005), Mitwirkender
- Reset Modernity (2016), Mitwirkender

## Videos
- Joseph Leo Koerner: Hieronymus Boschs Feindschaft, Carl Friedrich von Siemens Stiftung
- Ausstellung Critical Zones – Horizonte einer neuen Erdpolitik
- Joseph Koerner: Enemy painting

## Persönliches
Koerner ist der Sohn des österreichisch-amerikanischen Künstlers Henry Koerner. Am 28. Juni 2003 heiratete Koerner in London Margaret K Koerner (geb. Margaret Lendia Koster), ebenfalls Kunsthistorikerin; eine frühere Ehe wurde geschieden. Sie haben zwei Kinder.

## Auszeichnungen
- Mitchell-Preis 1992 für Caspar David Friedrich and the Subject of Landscape (1990)
- Distinguished Achievement Award der Andrew W. Mellon Foundation (2009)
- Distinguished Lifetime Achievement Award der Writing on Art der College Art Association (2020)